# Ekofeminismus
Ekofeminismus je směr v rámci jak environmentálního hnutí, tak i feminismu. Jako směr feminismu se liší především pohledem na rovnost, která nemá být pouze mezi mužem a ženou, ale také mezi člověkem a přírodou, která je podle ekofeminismu podřízena mužům. Praktikování ekofeminismu tak může v každodenním životě vytvořit skutečně spravedlivou společnost založenou na ekologických a feministických myšlenkách, kde lidská bytost žije v souladu s principy přírody. 

## Historie hnutí
Myšlenky propojení feminismu a boje za klimaticky spravedlivější svět přišlo již před prvním využitím termínu ekofeminismus. Například v roce 1965 bylo publikováno dílo Silent Spring od autorky Rachel Carson. Její kniha vedla ke zrodu mnoha žensky orientovaných environmentálních hnutí, přestože ona sama feministkou nebyla. Je některými doteď nazývána jako matka ekofeminismu a environmentalismu. V roce 1970 byl poprvé oslaven tzv. Den Země. Jeho vznik byl podnícen zejména politickou teorií a historií, nejvíce marxismem, spiritualitou a environmentalismem.
Samotný termín ekofeminismus poprvé využila v roce 1974 francouzská spisovatelka Francoise d’Eaubonne ve své knize Feminismus nebo smrt. Začátek debaty o ekofeminismu spustila Carolyn Merchant, prvně v díle The Death of Nature: Women, Ecology and the Scientific Revolution, kde popisovala propojení žen s přírodou v zápase proti patriarchálnímu světu. Všechny pomyslné zakladatelky spojovaly liberální, radikální a socialistický feminismus dohromady. Z liberálního feminismu byl využit hlavně reformismus pomocí zákonů, radikální k analýze devalvace žen a přírody v západní civilizaci a socialistický k analýze industrialismu jako příčiny ničení životního prostředí.
První veřejné setkání ekofeministek se konalo v březnu roku 1980, v americkém Amherstu byla svolána první ekofeministická konference nesoucí název Ženy a život na Zemi: Konference o ekofeminismu 80. let. Byla zde diskutována témata jako feminismus, militarizace, zdraví a ekologie, mezi nimiž se hledaly souvislosti.

## Směry ekofeminismu
Ekofeminismus, podobně jako feminismus, má různé směry. Carolyn Merchant rozděluje ekofeministická hnutí na:
- Liberální ekofeminismus –  má kořeny v liberalismu a jeho cílem je změnit přístup k environmentální problematice. Podle tohoto směru jsou problémy environmentalismu způsobeny nezodpovědným využíváním přírodních zdrojů a nedostatečnou regulací pesticidů a jiných znečišťovatelů. Tento ekofeministický směr navrhuje řešení těchto otázek prostřednictvím změn legislativních předpisů a také transformací přístupu k vzdělání a k moci ve prospěch žen.[1]

- Kulturní ekofeminismus – vychází z radikálního feminismu a bouří se proti patriarchálním myšlenkám o genderovém konstruktu ženy, které je v sociokulturním prostředí stejně tak podřízeno pro mužský benefit jako příroda. Kulturní ekofeminismus zdůrazňuje vztah ženy a přírody, přičemž poukazuje na jejich potlačování a devalvaci patriarchálním systémem.[6]

- Sociální ekofeminismus – je kombinací sociální ekologie a anarchistického feminismu. Sociální ekofeminismus přiznává existenci patriarchátu, ale vidí ho jen jako určitou formu sociální hierarchie, přičemž nejdůležitější je eliminovat hierarchii všech forem.[7] Na rozdíl od kulturního ekofeminismu nevidí vztah mezi ženou a přírodou a chce liberaci nejen ženy ale i muže. Indická ekofeministka Vandana Shiva je představitelkou tohoto směru.[1]

- Socialistický ekofeminismus – zastává názor, že útlak žen a přírody spočívá ve faktorech politických a sociálních a to především ve dvojí opresi patriarchátu a soukromého vlastnictví. Patriarchát je podle sociálního ekofeminismu postaven na materiálních základech kapitalistického systému, který přes soukromé vlastnictví zajištuje třídní zájmy mužů, což vede mužské dominanci nad ženami a přírodou. Socialistický ekofeminismus apeluje na odstranění všech praktik a systémů, které vedou k útlaku. K jeho představitelkám patří Carolyn Merchant a Mary Mellor.[7]

- Spirituální ekofeminismus – je spojen s archeologickými objevy pravěké matriarchální kultury. Srovnává matriarchální kultury s patriarchálními a domnívá se, že náboženství postavené na Bohovi jsou patriarchální. Spirituální ekofeminismus podporuje uctívání bohyně a považuje ženy a přírodu za posvátné. Tento směr byl velmi kritizován sociálním ekofeminismem, který považuje uctívání žen jako určitý mytický způsob úniku před skutečnými sociálními a ekologickými problémy světa.[7]

## Současný vliv ve světě
Ekofeminismus v dnešní době ovlivňuje četné diskuse o nerovnosti genderů či ekologických tématech. Zdůrazňuje otázku obnovitelných zdrojů a vliv patriarchálních struktur na životní prostředí. Ekofeministky bývají klíčovými hlasy v debatách o klimatických změnách a samotné hnutí tak podporuje inkluzivní přístup k aktivismu a jeho diverzitu. V posledních letech získává ekofeminismus na svém významu, jedná se o slibné ložisko změn ve veřejném mínění a politických strategiích směrem k udržitelnější budoucnosti.
Mezi nejvýznamnější působící skupiny a akce ekofeminismu dnes patří:
- Women's Earth & Climate Action Network [WECAN] – globální síť spojující ženy z různých koutů světa, aby bojovaly za ekologickou a klimatickou spravedlnost. WECAN organizuje konference, workshopy a kampaně s cílem posilovat hlas žen ve snaze řešit, či dokonce předejít environmentálním problémům.[8]
- International Women's Earth and Climate Initiative [IWECI] – iniciativa (konkrétněji summit spadající pod WECAN) zaměřující se na sjednocení žen napříč národnostmi s cílem posílit jejich úlohu při prosazování udržitelných řešení pro klimatickou změnu. IWECI podporuje vzdělávání, propagační aktivity a spolupráci na zejména na politické úrovni.[9]
- 350.org – organizace hrající klíčovou roli v boji proti klimatické změně. Přestože se nejedná výhradně o ekofeministickou skupinu, zahrnuje buňka teze a promluvy feministických aktivistek do svých kampaní, aby tak spolu s klimatickou krizí apelovali také na existující nerovnost genderů.[10]
- Women's Environment and Development Organization [WEDO] – skupina pracující na spojování žen a jejich hlasů v oblasti životního prostředí a rozvoje. Snaží se tedy o začlenění genderové perspektivy do státních politik a programů týkajících se především udržitelného rozvoje.[11]